# Мензил
Мензил или мензилхане е държавна пътна станция в Османската империя. В класическия период мензилите снабдяват куриери и османски функционери с провизии и коне.
Мензилите се създават със султански фермани, в които се указва количеството провизии и фураж, с които следва да разполага съответната станция, както и броят коне. В зависимост от обезпечеността с коне и провизии мензилите се делят на степени. Средствата за издръжка на мензилите могат да се променят през отделните години; те са част от т. нар. местни разходи. През втората половина на ХVІІ век в границите на днешна България са разположени около 50 мензила.
За адмнистрирането на мензилите отговаря отдела мензил-халифеси в канцеларията Мевкуфат-калеми.
Поддържани са и т. нар. речни мензили или корабни мензили (каик мензили). През 1697 година от Рахова до Белград са определени 15 мензили. От същата година за заемане на коне се заплаща наем от 10 акчета за всеки час път. Смята се, че през ХVIII век пътниците, пътуващи по частни дела, ползващи мензилски коне срещу подкуп, са повече от държавните чиновници, за които пътните станции не могат да подсигурят коне.
Към ХVІІІ век мензилите са трансформирани в пощенски станции.